# Kurganets-25
El Kurganets-25 (en ruso: Курганец-25, designación industrial: Obj'yect 695) es un blindado de transporte de personal de diseño modular, construido como una nueva plataforma con la que se iría reemplazando a blindados en servicio con la Fuerzas Terrestres de Rusia.

## Descripción
El Kurganets-25 será como el chasis "Armata", evolucionará en varios modelos, y gradualmente irá reemplazando a blindados tales como el BMP-1, BMP-2 y al BMD-1; y a la serie de blindados derivada del chasis MT-LB, así como a otra serie de tractores de artillería y blindados sobre orugas.

## Características
Del chasis Armata retiene elementos tales como el motor 12Н360, y su sistema de tracción; además de mantener ciertos sistemas de defensa del mismo, como los de protección activa y el radar, heredado del caza PAK-FA; elementos que tienen en común con su hermano mayor el T-15 Armata, pudiéndose considerar como una versión reducida del mismo.

### Armamento
El Kurganets-25 será de construcción modular para su blindaje, el cual puede ser actualizado para amenazas específicas, e irá armado con un cañón automático 2A42, y con cuatro misiles Kornet-EM guiados, montados en un sistema de lanzador robotizado.
Las variantes del Kurganets-25 fueron vistas por primera vez durante los ensayos para el desfile de la parada militar del Día de la Victoria de 2015.

## Usuarios
- Rusia - 15 a 45 prototipos, se sabe que operaría junto al más pesado T-15 Armata VCI.